# Sangir-Sprachen
Die Sangir-Sprachen bilden einen Zweig der malayo-polynesischen Sprachen innerhalb der austronesischen Sprachen. Die Gruppe von Sprachen wird auf den Sangir-Inseln und Talaudinseln in Nordsulawesi und auf Inseln der Philippinen gesprochen.  Nach Zorc (1986) und Blust (1991) zählen sie zu den philippinischen Sprachen.
Einzelsprachen sind:
- Nord Sangir
  - Talaud
  - Sangir
- Süd Sangir
  - Bantik
  - Ratahan